# زنبق فلورانسی
زنبق فلورانسی (نام علمی: Iris germanica var. florentina) نام یک جوره از سرده زنبق است.